# KNM-ER 406

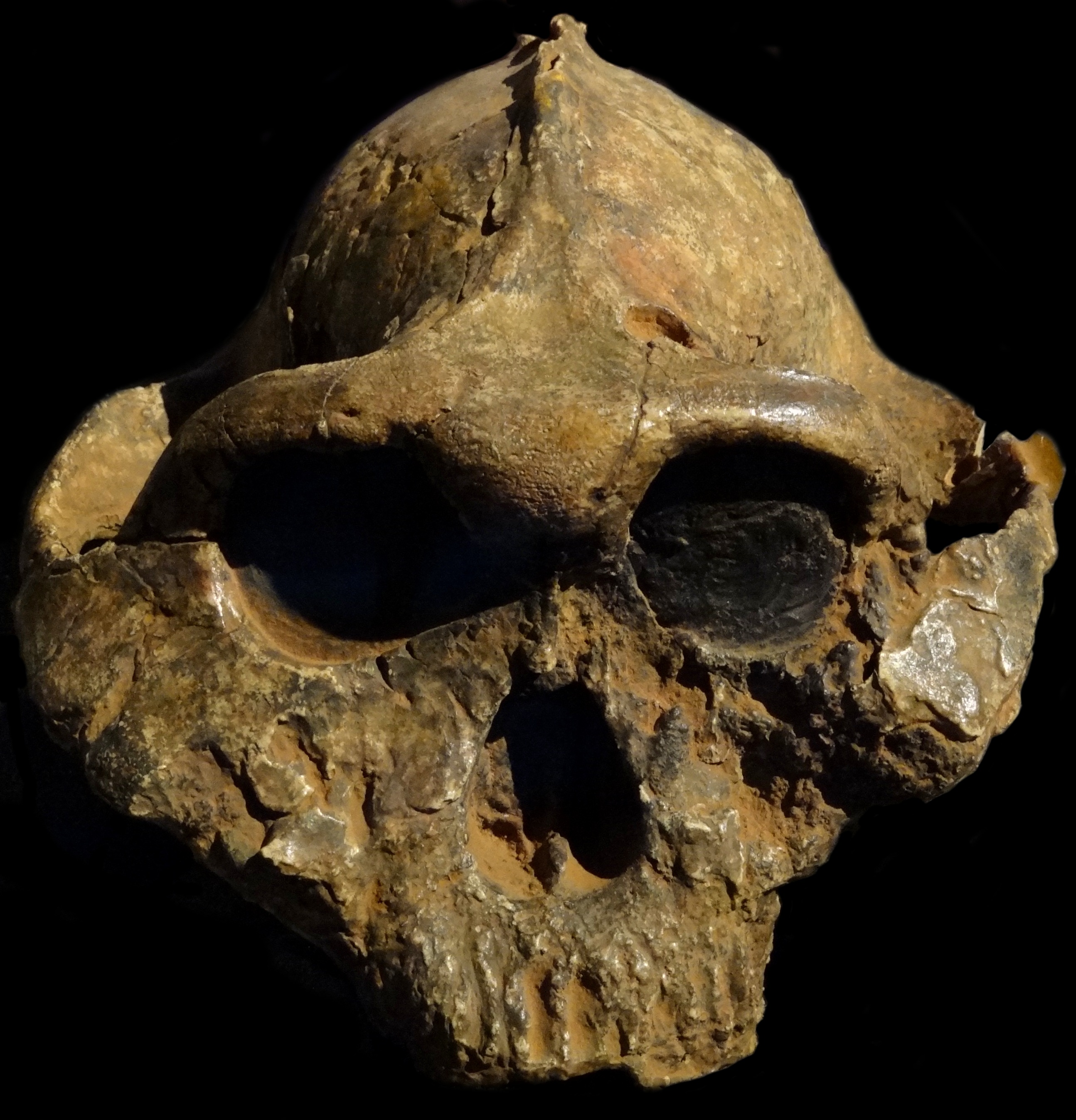
KNM-ER 406 esposto al Museo Nazionale del Kenya a Nairobi

KNM-ER 406 è un fossile del cranio di un ominide della specie Australopithecus boisei, datato a circa 1.7 milioni di anni fa, scoperto nel sito archeologico del Koobi Fora in Kenya, nel 1969 da Richard Leakey

## Descrizione
Il fossile, appartenuto ad un individuo adulto maschile, è stato trovato in buono stato di conservazione con il cranio, dalla capacità di 510 cc, completo ma privo di dentatura. Caratteristica della specie, i grandi muscoli masticatori attaccati alla cresta sagittale.